# Júlia Ventura
Júlia Ventura, née le 30 août 1952 à Lisbonne est une artiste peintre et photographe portugaise.

## Biographie
Júlia Ventura étudie la peinture à la faculté des beaux-arts de Lisbonne avant de développer un intérêt pour la photographie,,,.
En 1972, elle réalise Les Textes, une série de photographies avec des textes comme objets principaux, en grande partie composés des extraits du Plaisir du texte par Roland Barthes (1972).
Les Gestes sans origines, sont des autoportraits photographiques pris pendant la première moitié des années 1980. Les enjeux conceptuels de ce travail sont centrés autour du concept d'objectivité de l'artiste.